# PangYa
 (août 2015).

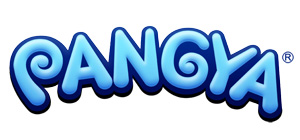

PangYa, est un jeu de golf d'origine coréenne massivement multijoueur, conçu par Ntreev Soft et anciennement distribué par HanbitSoft.
Le jeu, jouable gratuitement sur Internet est conçu pour des versions de Microsoft Windows ultérieures à Windows 98.
Initialement disponible en version française via GOA puis Galaxy Games de 2007 à 2010, le jeu ne l'était ensuite plus qu'en version anglaise sur les serveurs américains hébergés par GameRage. Le jeu est officiellement fermé depuis le 12 décembre 2016, et seuls les serveurs japonais et quelques serveurs privés subsistent depuis.

## Système de jeu
Ce jeu résolument orienté arcade fait évoluer les joueurs dans un univers au style manga dans lequel on peut découvrir de nombreux parcours de golf en 3, 6, 9 ou 18 trous.
Il existe trois principaux modes de jeu et un quatrième basé sur le mode tournoi :
- Le mode versus qui permet de jouer contre des adversaires dans le but de percevoir des points d'expérience ;
- Le mode tournoi qui permet de participer à des compétitions rassemblant jusqu'à 30 joueurs et vous permettant de remporter des coupes ;
- Le mode famille qui permet de s'entraîner seul ou à plusieurs sur le même PC ;.
- La mode « Special Shuffle » (aléatoire) qui se base sur le mode tournoi mais dans lequel les trous sont générés aléatoirement sur base des différents parcours que propose le jeu. Le 18e trou de ce mode est un trou « spécial » jouable uniquement dans ce mode de jeu. Il existe deux cartes différentes pour ce 18e trou.

Le joueur se voit offrir à son inscription un avatar (différent selon le sexe choisi) qu'il incarnera. Mais avec la monnaie du jeu gagnée au cours des matchs, ou avec un service de micro paiement, il peut acheter de nouveaux joueurs.
De plus, chaque avatar est personnalisable via un magasin virtuel (communément appelé dans les MMO "item shop"). Ce magasin propose des vêtements ou accessoires qui changent l'apparence et/ou les caractéristiques de l'avatar.
Des coups dits « spéciaux » sont disponibles, et demandent un certain temps d'apprentissage avant de les maîtriser, : le Tomahawk, le Cobra et le Spike.
Des effets plus « classiques » peuvent aussi être donnés à la balle : la Super Rotation arrière ou avant et la Super Courbe.

## Saisons
Le jeu s'est déroulé sur cinq saisons.
- Saison 1 : beta test
- Saison 2 (Albatros 18) : elle est sortie le 23 avril 2007 sur GOA et intègre deux nouveaux personnages, Max et Marine.
- Saison 3 (Revolution) : elle est sortie le 23 avril 2009 après quatre mois d'open beta et intègre un nouveau personnage, Kaz, et deux nouveaux parcours.
- Saison 4 (Delight) : elle est sortie le 17 novembre 2009 et intègre deux nouveaux personnages, Lucia et Nell, et deux nouveaux parcours.
- Saison 5 (United) : elle intègre deux nouveaux parcours.

## Distribution
Il a été depuis ses débuts distribué par GOA (filiale de France Télécom) en anglais, français, allemand et espagnol, puis repris par Galaxy Games le 15 juillet 2010 avant d'être repris finalement par NG interactive le 31 décembre 2010, uniquement en anglais cette fois. L'exploitation américaine du jeu a pris fin le 12 décembre 2016, depuis cette date les seuls serveurs officiels subsistant sont les serveurs japonais et thaïlandais. Toutefois, une version anglaise du jeu a aussi été maintenue par une communauté de fans sur un serveur privé appelé Pangya Celebrity.
Il est aussi disponible en anglais sur le serveur américain (anciennement appelé Albatross18 par OGPlanet) sur le portail américain du site Ntreev. Il porte le nom de PangYa US.
Il existe dans de nombreuses versions telles que : Pangya KR (Corée), Pangya JP (Japon), Pangya Thaï (Thaïlande), etc.

## Polémique autour de la fermeture de Galaxy Games
À la suite de la disparition annoncée de GOA, Galaxy Games décide de reprendre le serveur européen du jeu à sa charge lors du mois d'août 2010 (l'équipe étant en partie composée de membres de l'ancien staff de GOA).
Toutefois, seulement trois mois après, l'éditeur annonce que le serveur fermera définitivement ses portes le 31 décembre 2010, Smile Gate Interactive ayant racheté nTreev US ainsi que la licence européenne, et que les joueurs européens étaient invités à continuer à jouer désormais sur le serveur « global » (qui comporte essentiellement des joueurs américains, européens, et brésiliens).
La nouvelle a suscité une importante polémique pour les raisons suivantes :
- Quelques jours avant cette annonce, Galaxy Games avait lancé plusieurs événements consistant à baisser le prix des cookies (monnaie réelle du jeu) et augmenter le "Drop rate" (il s'agit de la probabilité de gagner des objets rares, permettant d'augmenter considérablement le niveau du personnage). Mais il s'est avéré que ces événements avaient été planifiés longtemps à l'avance et qu'il s'agissait juste d'un mauvais timing...
- Aucun transfert de données n'a été effectué vers le serveur américain (bien que Galaxy Games ait annoncé que ce n'était pas dû à des problèmes techniques mais légaux), ainsi tous les joueurs, dont certains qui jouaient à Pangya EU depuis plus de trois ans (et réussi à améliorer les capacités de leurs personnages de manière significative) ont dû recréer un compte. Là encore, des allégations ont rendu Smile Gate Interactive ainsi que nTreev (l'éditeur de Pangya Global) coupables d'avoir intentionnellement empêché ce transfert de données pour inciter des joueurs à dépenser de l'argent réel sur le nouveau serveur global. En effet, il est beaucoup plus rapide de progresser dans le jeu en utilisant des cookies qu'en progressant « naturellement ».

### Sources à lier
- (en) Eurogamer: PangYa, The free MMO golf game also known as Albatross18
- (en) GameSpot: Korean MMOs big in Japan, Two of Japan's top three online games are from Korea; even the biggest American games fail to crack that list.
- (en) GameAxis Unwired, july 2005, Pangya, Golf with A Touch of Quirkiness'
- (en) GameAxis Unwired, april 2006, King of the Green